# Empusa romboidae nana
Empusa romboidae nana es una subespecie de mantis de la familia Empusidae.

## Distribución geográfica
Se encuentra en Tayikistán.